# 2-я Пятилетка (Саратовская область)
2-я Пятиле́тка — хутор в Новоузенском районе Саратовской области, входит в состав муниципального образования город Новоузенск. Основан в 1929 году.

## География
Хутор находится на правом берегу реки Большой Узень, на расстоянии примерно 5 км (по прямой) к северо-западу от города Новоузенск, административного центра района.

### Часовой пояс
Хутор 2-я Пятилетка, как и вся Саратовская область, находится в часовой зоне МСК+1. Смещение применяемого времени относительно UTC составляет +4:00.

## Население
| 2010 |
| ---- |
| 5    |

### Национальный состав
Согласно результатам переписи 2002 года, в национальной структуре населения казахи составляли 65 % из 62 чел., русские — 29 %.